# Museo del Banco Central de Reserva del Perú
El Museo del Banco Central de Reserva del Perú, Museo del BCRP o Museo Central (MUCEN) es un museo nacional arqueológico, numismático y de pintura ubicado en el centro de Lima, en Perú. 

## Edificio
El museo se ubica en un terreno adquirido por el Banco Central de Reserva del Perú (BCRP) en 1922 para ocupar el primer local del banco. El banco fue inaugurado el 2 de enero de 1929.
El museo fue inaugurado en 1982 por Carlos Rodríguez Saavedra y reinaugurado el 2017, bajo la dirección de Ulla Holmquist.

## Concurso Nacional de Pintura
Desde el 2008, el BCRP organiza el Concurso Nacional de Pintura que otorga un premio en efectivo al artista ganador. Los ganadores han sido:
- 2009 (I edición): Retrato familiar (técnica mixta sobre lienzo de 1,50 x 2,00 m), de David Villalba Quispe.[4]
- 2010 (II edición): S/T ( bordado y tela de 1,10 x 1,40 m), de Ana Teresa Barboza.[5]
- 2011 (III edición): Pachamamita, de Harry Chávez.[6]
- 2012 (IV edición): Dictado (bordado sobre tela 0,92 x 1,26 m), de Nereida Apaza.[7]
- 2016 (VIII edición): Birú, mientras recorría el desierto con andar errante en aquel otoño que agonizaba, se topó con una letrina. Por poco no entró en ella, de Miguel Aguirre.[8]
- 2017 (IX edición): Modelo para armar y desarmar una fuente de agua, de Marco Pando Quevedo.[9]
- 2018 (X edición): S/T (técnica mixta), de Alice Wagner.[10]
- 2019 (XI edición): declarado desierto el primer lugar.[11]
- 2021 (XII edición): Inin Paro (El río de los perfumes medicinales), de Chonon Bensho.[12]

## Exposiciones temporales
El 25 de junio de 2019 se inauguró la muestra de arte Diálogos desde lo contemporáneo con las obras ganadoras del Concurso Nacional de Pintura que organiza el BCRP anualmente con obras de Harry Chávez, Rember Yahuarcani, Valeria Ghezzi y Nereida Apaza.

## Red de museos

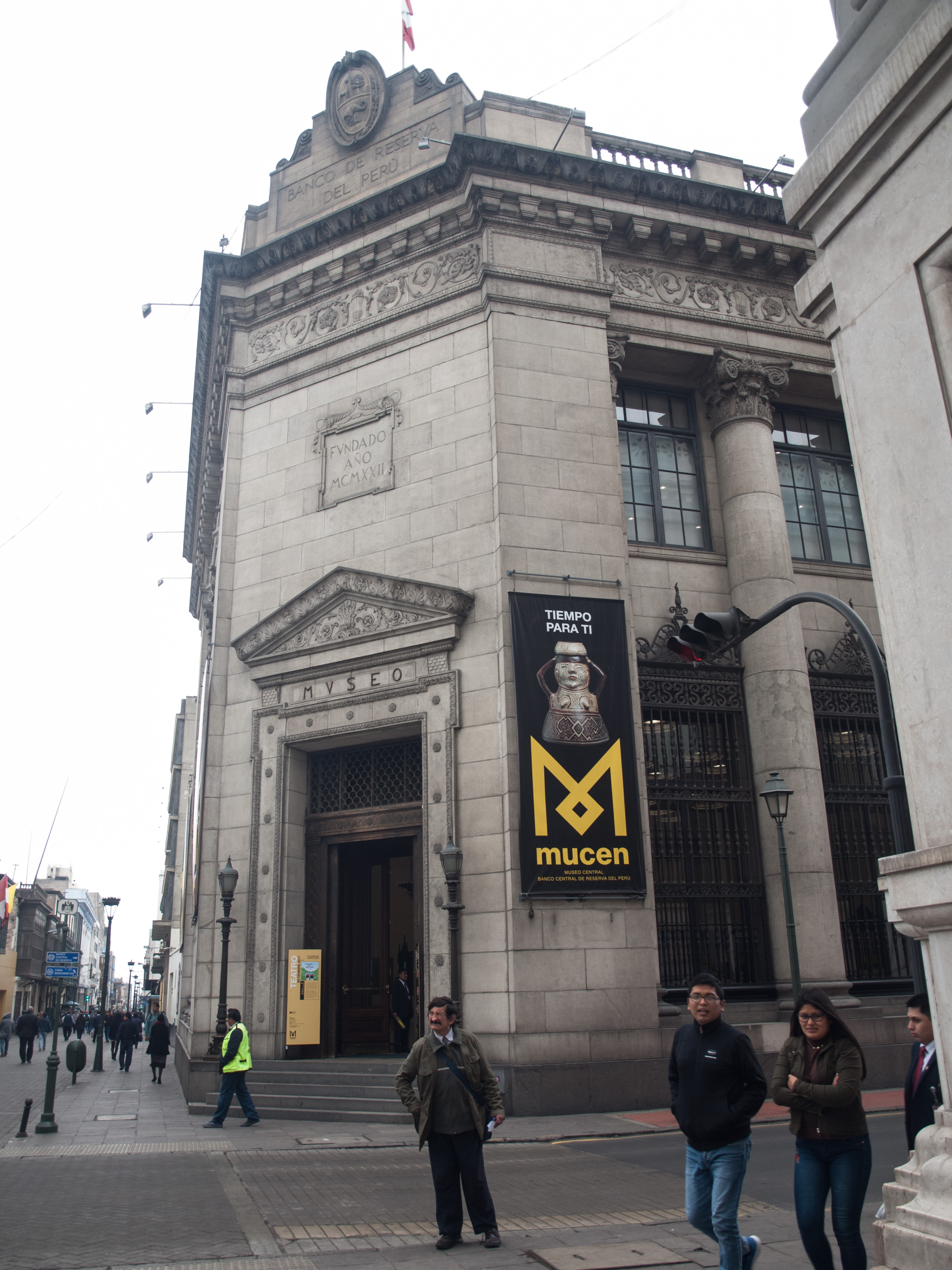
Museo Central
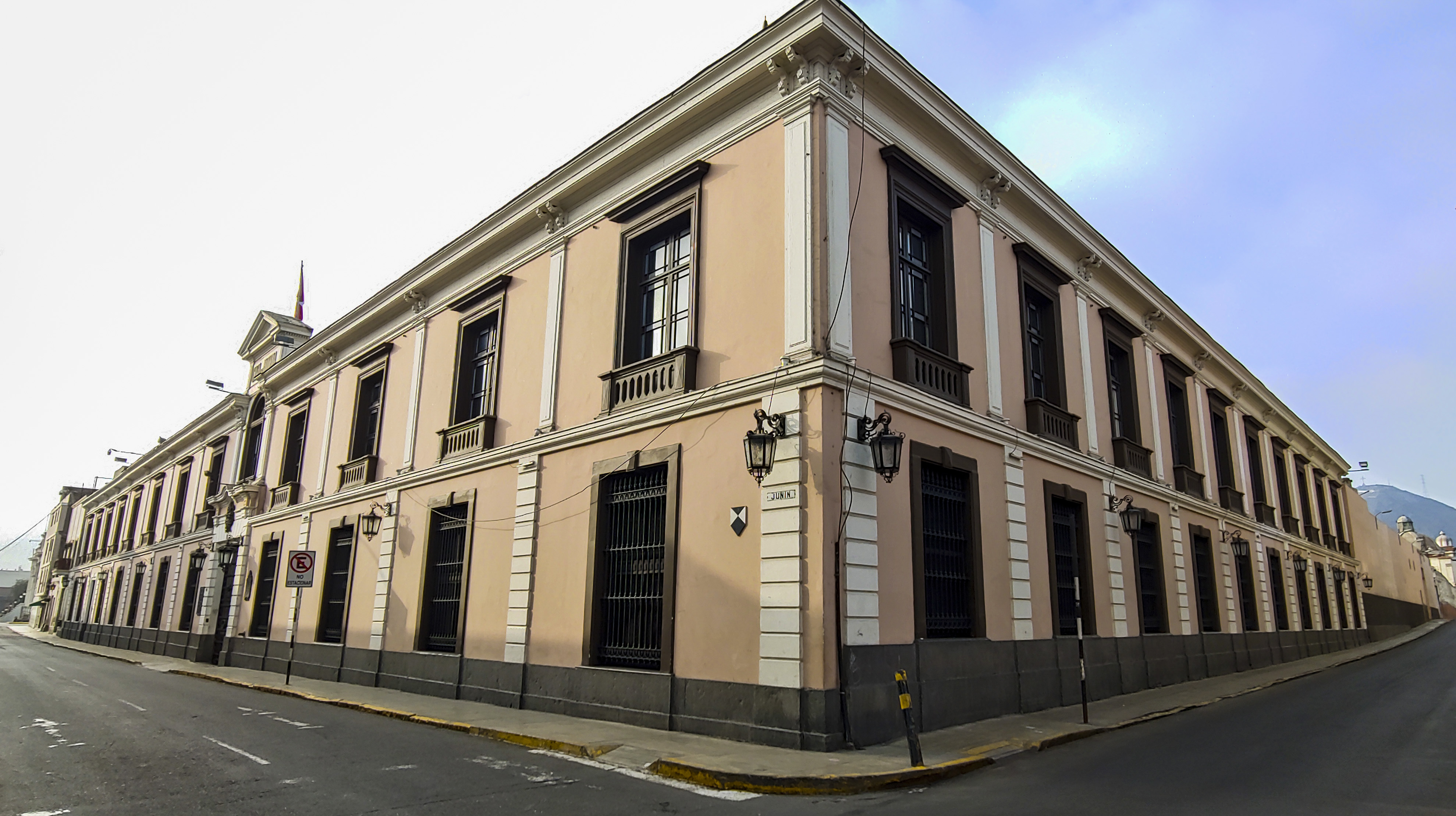
MUCEN Numismático
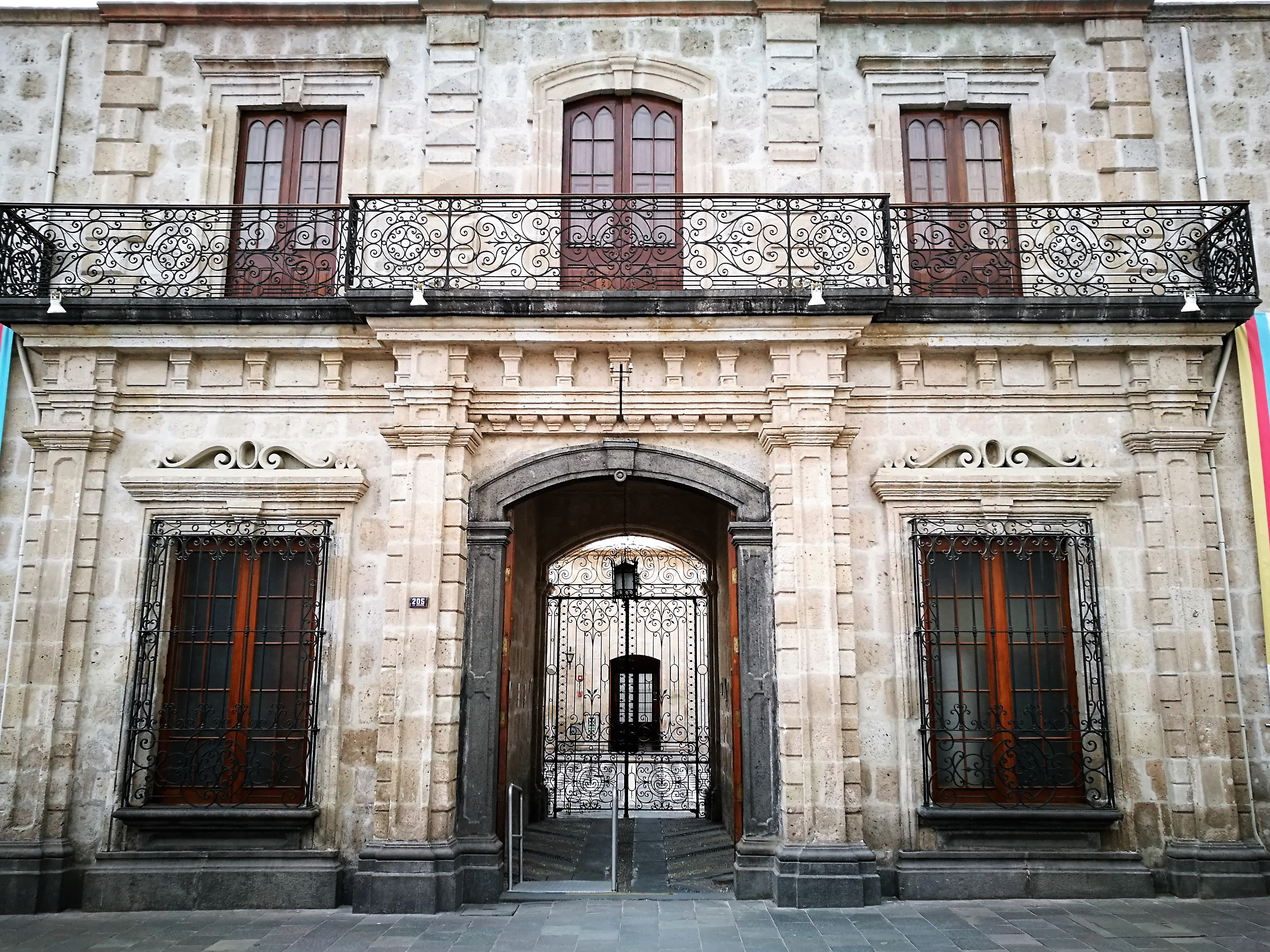
MUCEN Arequipa
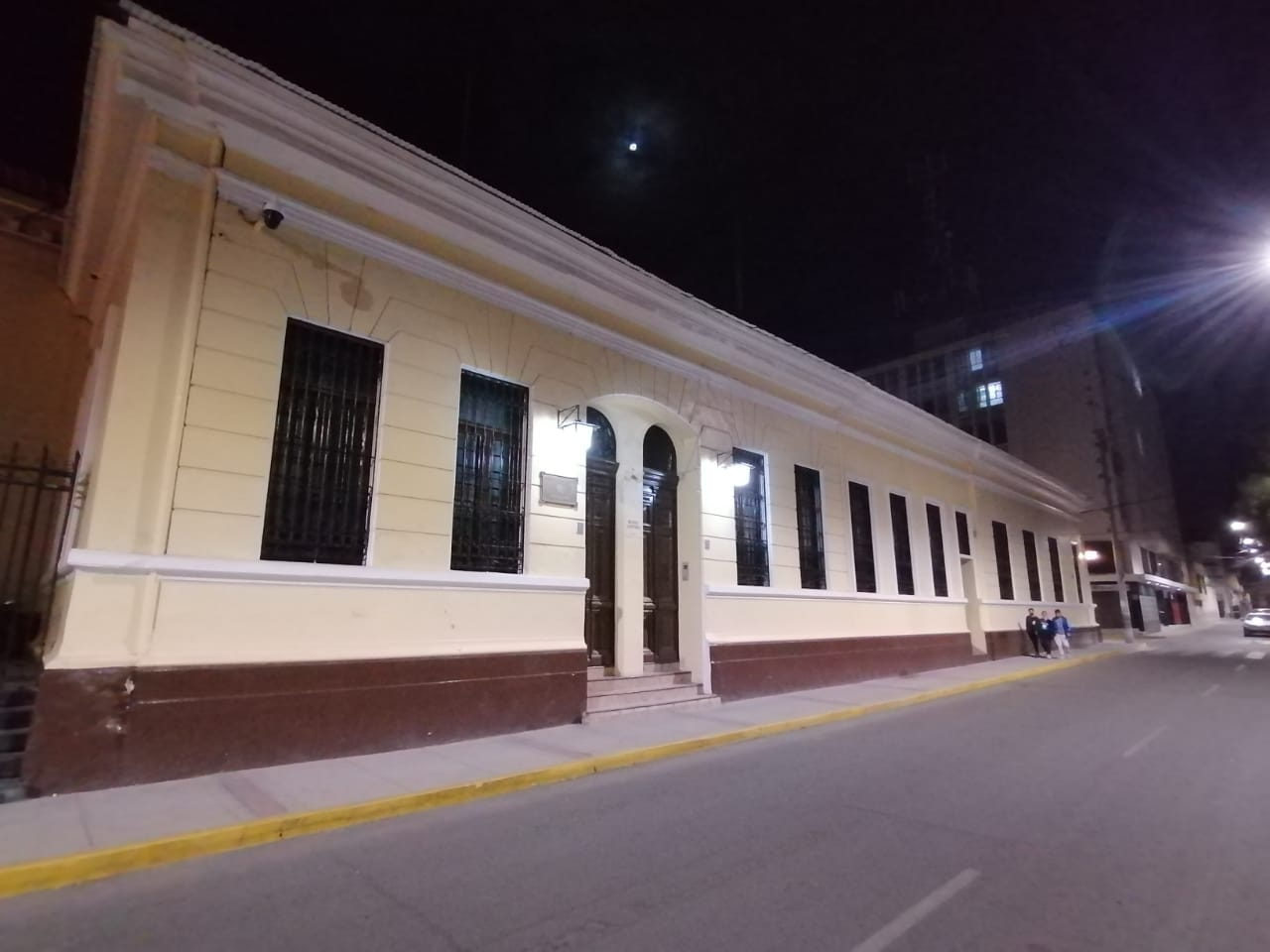
MUCEN Piura
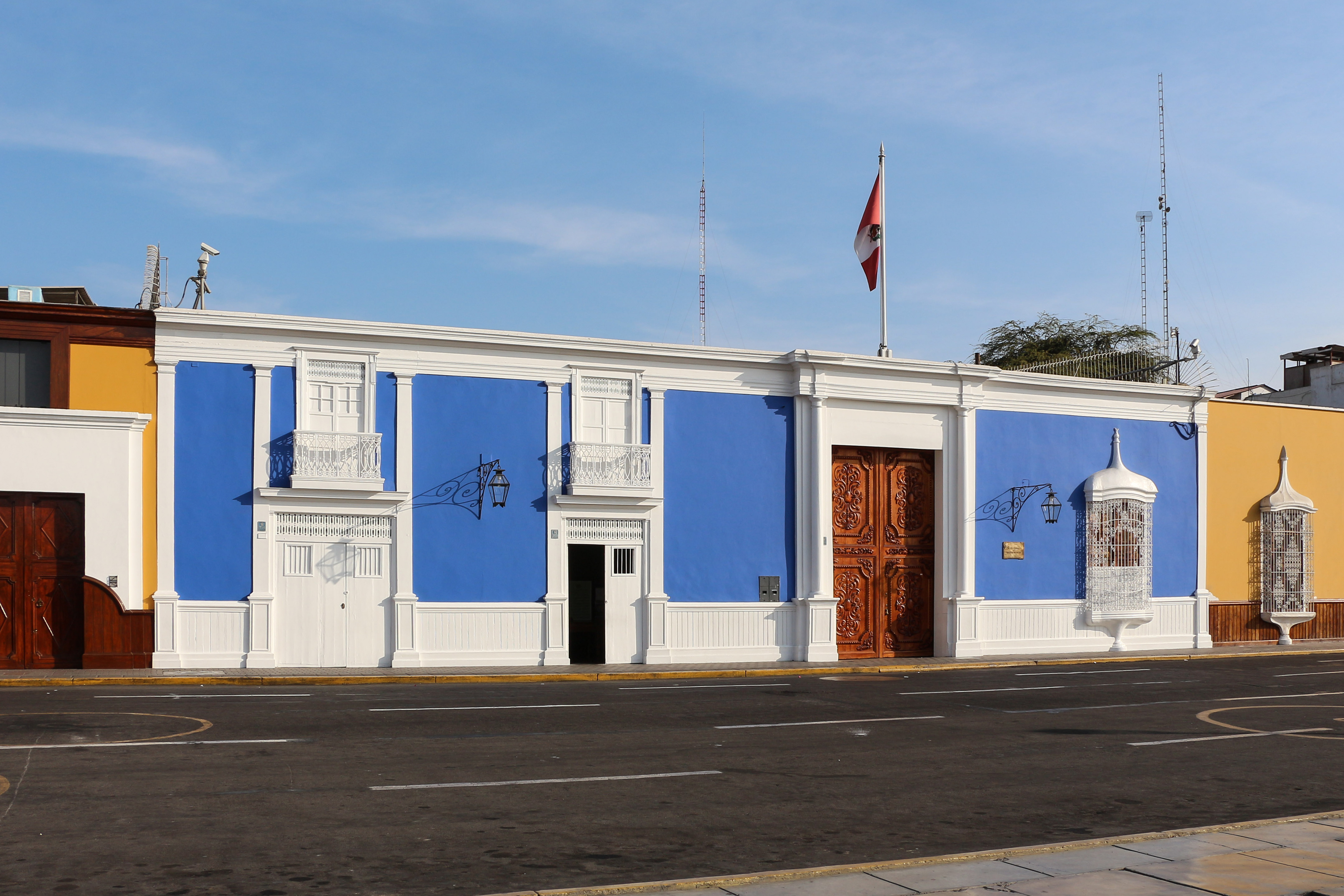
MUCEN Trujillo

## Galería

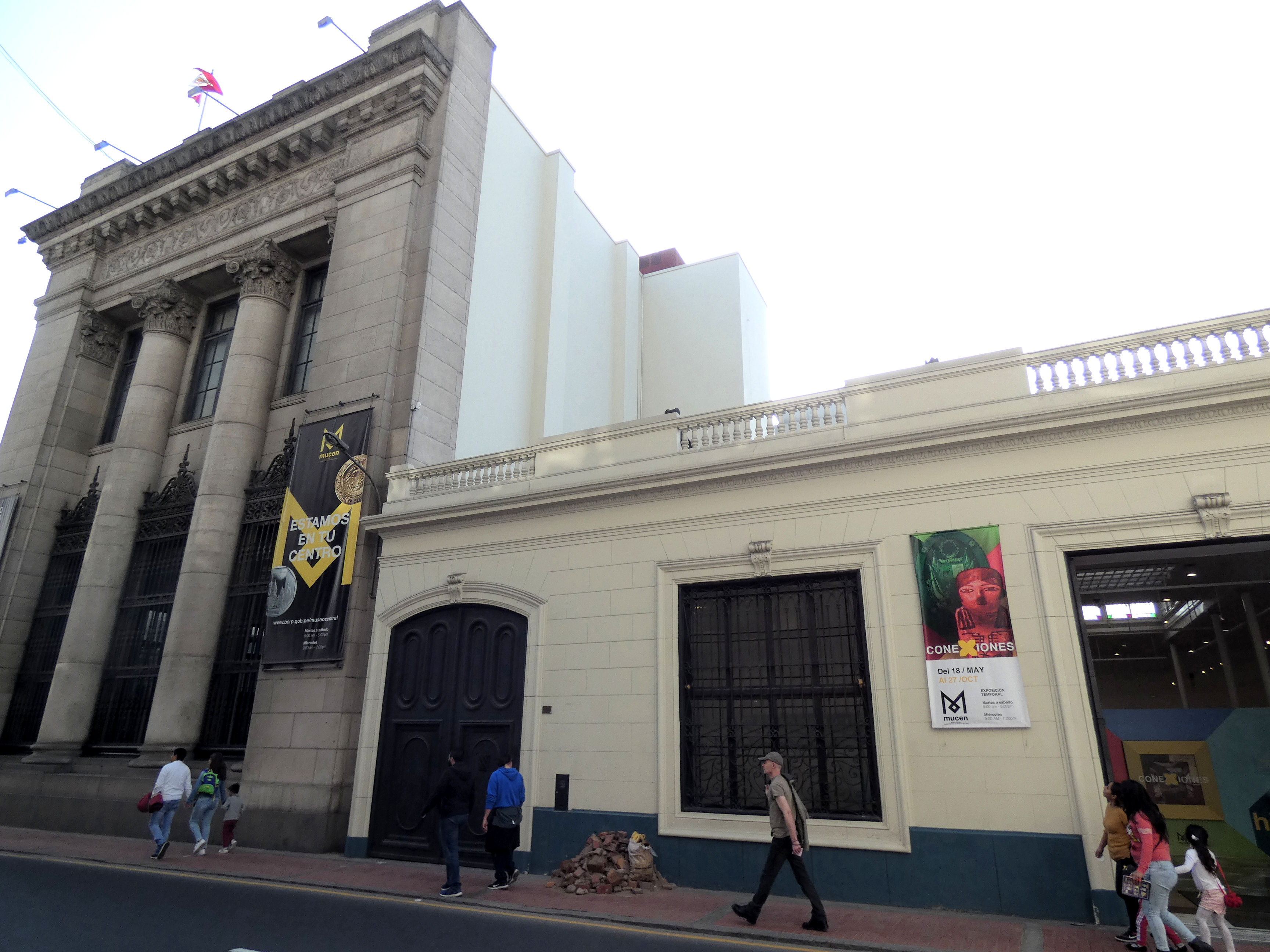
Vista exterior del MUCEN, desde el jirón Lampa.
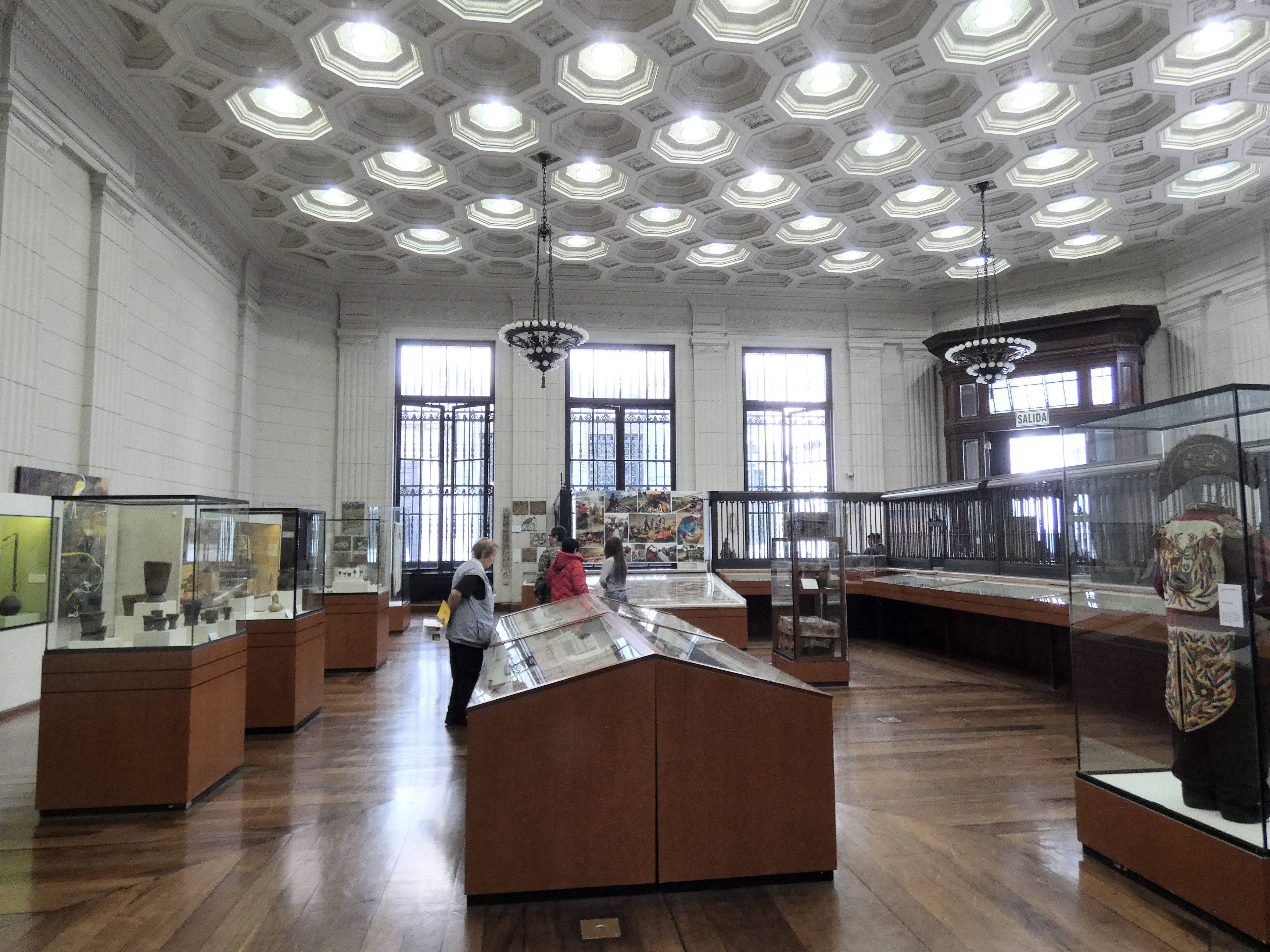
Sala de Arte Popular.
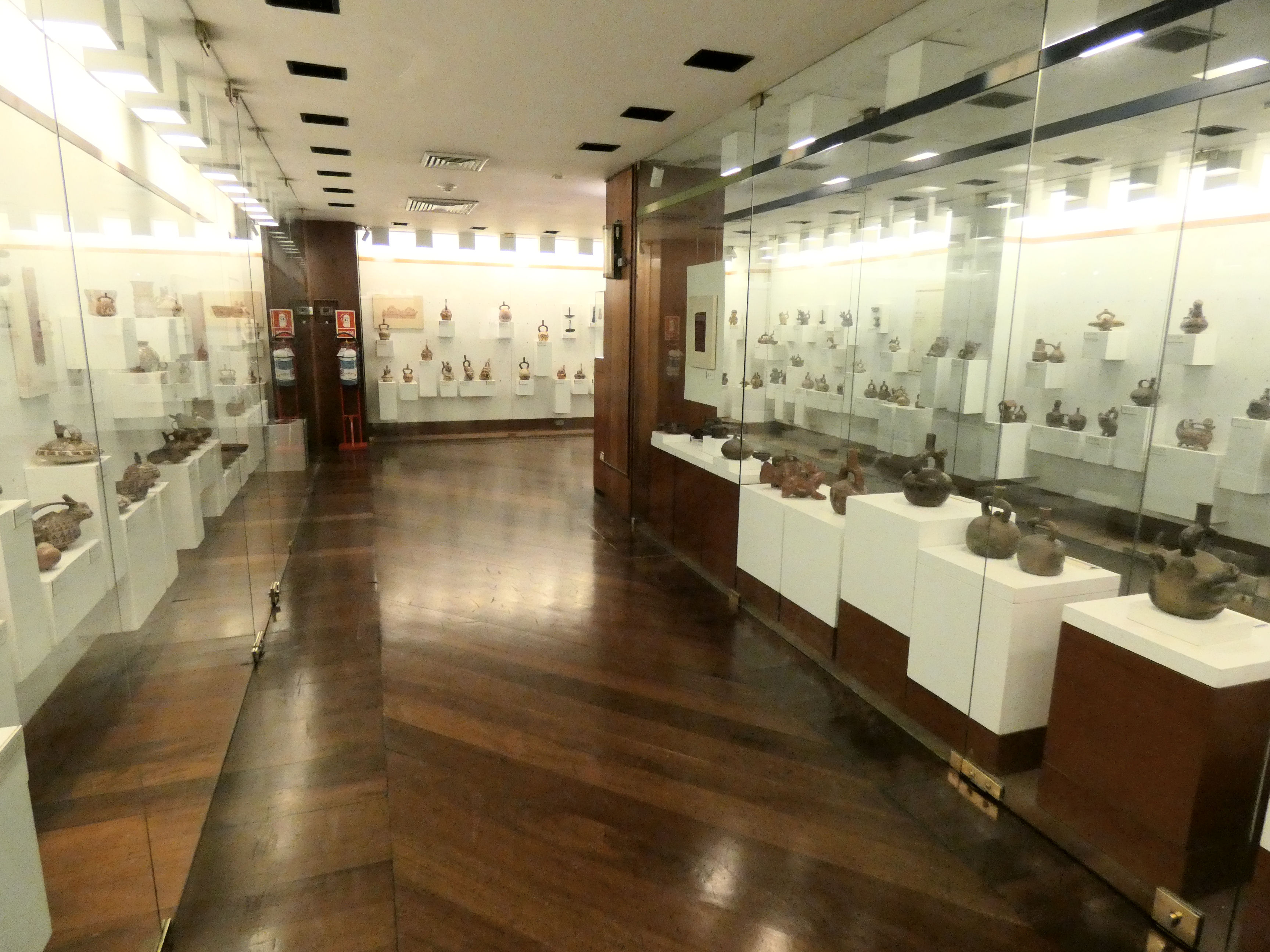
Sala de Arqueología con objetos de culturas originarias como Chavín, Moche, Wari, Chancay e Inca.
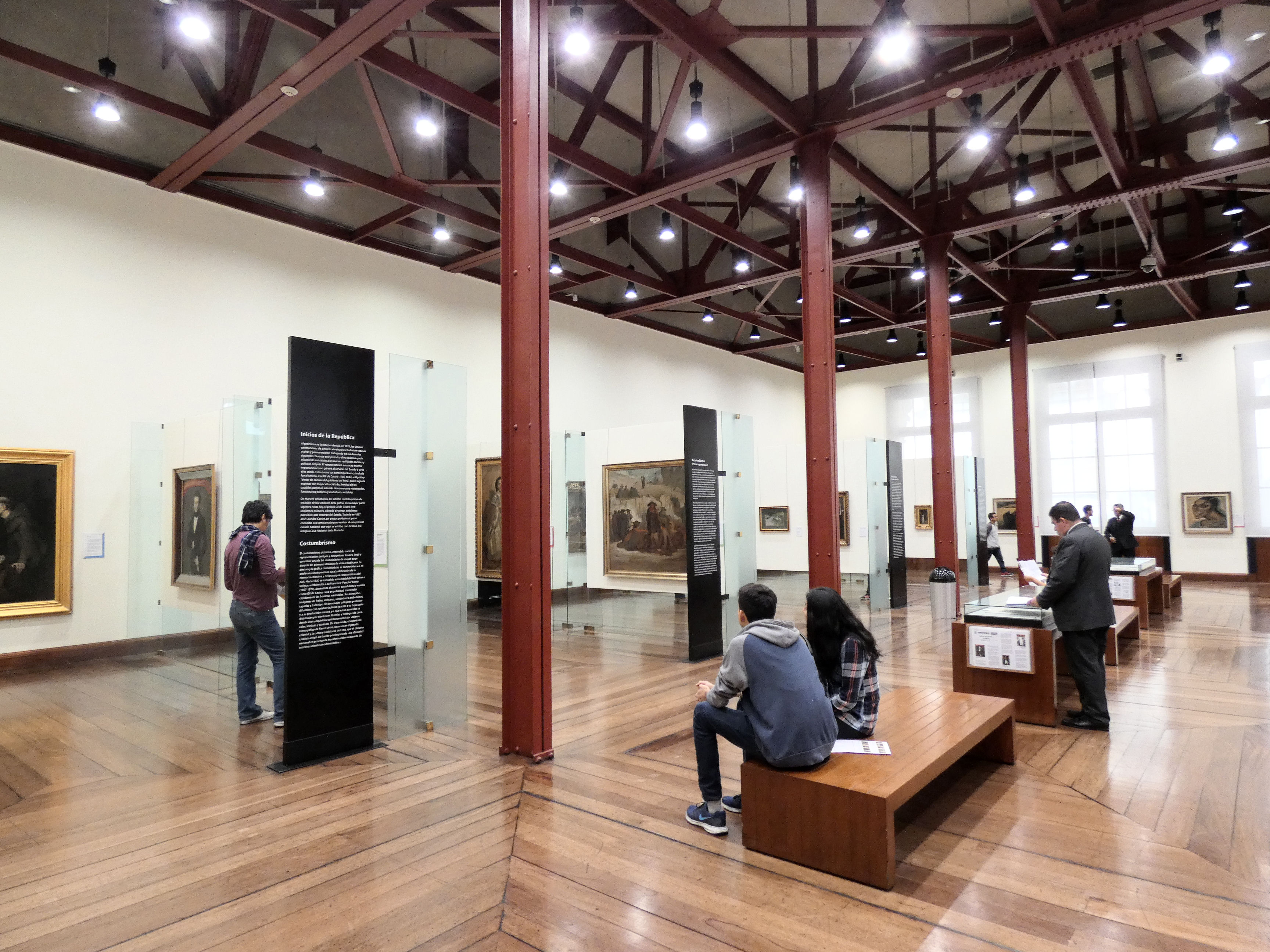
Sala de Pintura, con obras de pintores peruanos desde la Independencia hasta hoy en día.